# Digory Kirke

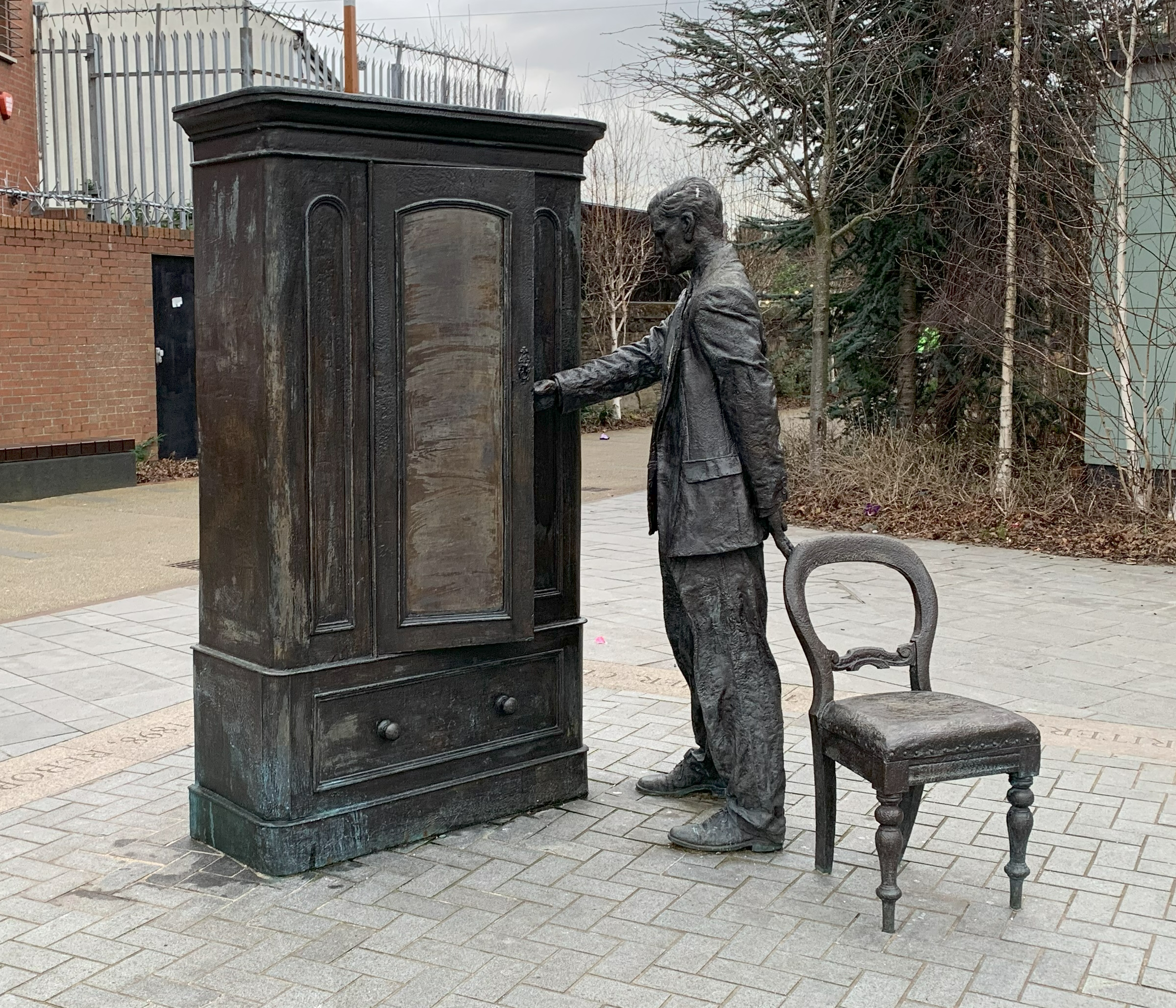
Digory Kirke stapt de kleerkast in op weg naar Narnia (Ross Wilson, 1998), CS Lewis Square, Belfast.

Digory Kirke (Engels: Digory Kirke) is een personage uit Het neefje van de tovenaar, Het betoverde land achter de kleerkast en Het laatste gevecht van De Kronieken van Narnia door C.S. Lewis.

## Het neefje van de tovenaar
Digory heeft een oom, Andreas; deze oom heeft magische ringen gemaakt waarmee je naar andere werelden kunt reizen. Hij dwingt Digory en zijn nieuwe vriendin Polly Plummer de ringen uit te proberen. Ze gaan eerst naar een stervende wereld (Charn) waar de zon rood is en waar ze de heks/koningin Jadis wakker maken uit een betovering. Als ze terugkomen in onze wereld, komt Jadis met hen mee, waarna ze Londen op stelten zet.
De kinderen proberen Jadis weer terug te brengen naar Charn, maar ze komen met Jadis in een donkere wereld. Ze zijn getuige van de schepping van Narnia door de leeuw Aslan. Jadis probeert Aslan te slaan met een ijzeren staaf, die ze in Londen van een lantaarnpaal heeft afgebroken, maar de staaf valt op de grond. Er groeit onmiddellijk een complete lantaarnpaal uit de vruchtbare grond van Narnia. Deze lantaarn speelt ook een rol in Het betoverde land achter de kleerkast.
Na het avontuur in Narnia gaan Digory en Polly terug naar onze wereld met een appel, die ze van Aslan hebben gekregen en waarmee ze de zieke moeder van Digory weer beter maken. Nadat ze ervan heeft gegeten begraaft Digory het klokhuis met de magische ringen. Uit de appel groeit een appelboom. Als Digory volwassen is waait de boom om en Digory laat er een kleerkast van maken, de kleerkast uit Het betoverde land achter de kleerkast, die later magische eigenschappen bleek te hebben.

## Het betoverde land achter de kleerkast
In dit boek is Digory volwassen. Zijn naam wordt niet genoemd, hij wordt alleen aangeduid als de professor, maar uit het laatste hoofdstuk van het eerste boek (dat later geschreven werd) blijkt dat hij dezelfde persoon is. Hij is een vriendelijke en verstandige man. In de oorlog neemt hij vier kinderen in huis: Peter, Susan, Edmund en Lucy Pevensie, die vervolgens de magische eigenschappen van de kleerkast ontdekken.
De professor speelt een enigszins raadselachtige rol. Als Peter en Susan hem om advies vragen omdat hun zusje Lucy beweert avonturen in de kleerkast te hebben beleefd, veronderstelt hij direct dat Lucy wel de waarheid zal spreken. Aan het eind van het verhaal, als alle vier de kinderen hun avontuur vertellen, geeft hij verstandige adviezen over Narnia. Hij laat echter niet merken dat hij zelf ook in Narnia is geweest. Hierbij moet worden aangetekend dat het eerste deel nog geschreven moest worden.

## Het laatste gevecht
Hierin komt Digory Kirke pas voor na de vernietiging van Narnia door Aslan in de "hemel" van Narnia. Hij begrijpt als eerste hoe het zit met het oude en nieuwe Narnia, en hij noemt daarbij Plato.
Ook hij krijgt te horen dat hij voorgoed hier zal blijven leven, omdat hij bij een treinongeluk, toen hij naar Narnia werd geroepen, omkwam, net als de Pevensies.

## Trivia
Als de kinderen iets niet begrijpen, zegt hij steeds "wat leren de kinderen eigenlijk wél op school?"